# 貝厄德 (愛荷華州)
貝厄德（英語：Bayard）是美国艾奥瓦州加斯里縣下轄的一个城市。2010年人口统计为471人。